# Nobel (Loknytsia)
Nobel (ucraniano: Нобе́ль) es un pueblo de Ucrania perteneciente al municipio rural de Loknytsia, en el raión de Varash de la óblast de Rivne.
En 2021, el pueblo tenía una población de 272 habitantes.
Se ubica unos 5 km al noroeste de la capital municipal Loknytsia, en una península ubicada sobre un pantano formado por el río Prípiat al entrar en un terreno inundable.

## Historia
Antes de la fundación del actual municipio de Loknytsia en 2016, el pueblo era sede de un consejo rural en el raión de Zarichne. El consejo rural incluía como pedanías a Dídivka, Kotyra y Mlyn.